# Kevin Lyles
Kevin Lyles (* 23. Juli 1973) ist ein ehemaliger US-amerikanischer Sprinter, der sich auf den 400-Meter-Lauf spezialisiert hatte.
Bei den Leichtathletik-Weltmeisterschaften 1995 in Göteborg wurde er im Vorlauf der 4-mal-400-Meter-Staffel eingesetzt und trug so zum Gewinn der Goldmedaille für das US-Team bei.

## Bestzeiten
- 400 m: 45,01 s, 7. April 1995, Knoxville
  - Halle: 46,02 s, 28. Februar 1997, Atlanta